# RJ・バレット
RJ・バレット（RJ Barrett）ことローワン・アレクサンダー・バレット・ジュニア（Rowan Alexander Barrett Jr., 2000年6月14日 - ）は、カナダのオンタリオ州トロント出身のプロバスケットボール選手。NBAのトロント・ラプターズに所属している。ポジションはシューティングガードまたはスモールフォワード。

## 経歴

### プロ入り前

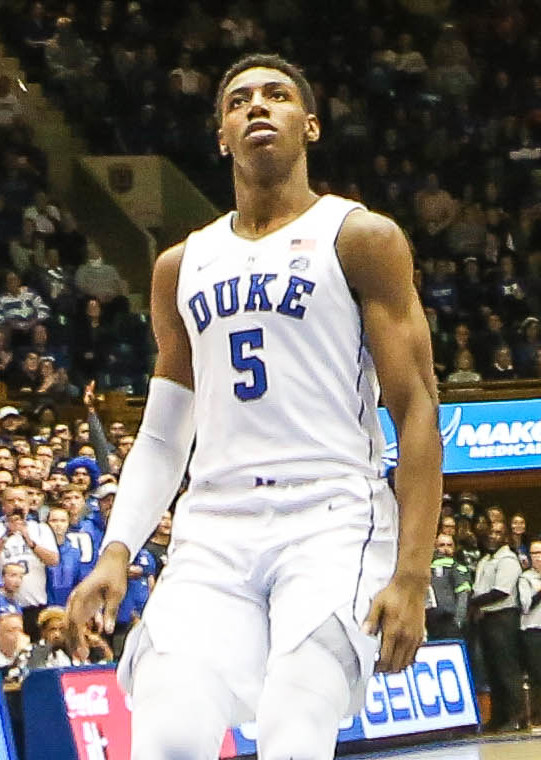
大学時代

モントバード・アカデミー在学時はマクドナルド・オール・アメリカン、ナイキ・フープサミット にも選出され、デューク大学に進学した。大学ではザイオン・ウィリアムソン、キャム・レディッシュらと共に活躍した。
U-19カナダ代表としてバスケットボールU-19世界選手権に出場し、チームを優勝に導き、自身も大会MVP、ベスト5、得点王を受賞した。

### ニューヨーク・ニックス
大学での1年目のシーズン終了後に2019年のNBAドラフトにアーリーエントリーし、全体3位でニューヨーク・ニックスから指名を受けた。2019-20シーズン、2020年1月16日のフェニックス・サンズ戦で右足首捻挫、その後9試合を欠場した。このシーズンは55試合に平均30.4分の出場で、14.3得点、5.0リバウンド、2.6アシスト、1.0スティールなどの好成績を記録したが、NBAオールルーキーチームには選出されなかった。
2020-21シーズン、2021年3月13日のオクラホマシティ・サンダー戦で自身初の30得点以上となる32得点を記録した。このシーズンは全72試合に平均34.9分の出場で、17.6得点、5.8リバウンド、3.0アシストなどを記録した。
2021-22シーズン、2021年12月12日から新型コロナウイルスの安全衛生規定により、オビ・トッピンと共に6試合を欠場した。2022年2月8日のデンバー・ナゲッツ戦の終盤に左足首を捻挫、その後4試合を欠場した。オールスターブレイク明けの2月25日のマイアミ・ヒート戦で復帰し、自身初の40得点以上となる46得点を記録した。
2022年9月1日にニックスと4年総額1億2000万ドルの契約延長に合意した。

### トロント・ラプターズ
2023年12月30日にOG・アヌノビー、プレシャス・アチュワ、マラカイ・フリンとのトレードで、イマニュエル・クイックリー、ドラフト2巡目指名権と共にトロント・ラプターズへ移籍した。

## 家族
父親のローワン・バレットは、プロバスケットボール選手として活躍し、カナダ代表にも選出された。

## 個人成績

### NBA

#### レギュラーシーズン
| シーズン | チーム | GP  | GS  | MPG  | FG%  | 3P%  | FT%  | RPG | APG | SPG | BPG | PPG  |
| -------- | ------ | --- | --- | ---- | ---- | ---- | ---- | --- | --- | --- | --- | ---- |
| 2019–20  | NYK    | 56  | 55  | 30.4 | .402 | .320 | .614 | 5.0 | 2.6 | 1.0 | .3  | 14.3 |
| 2020–21  | NYK    | 72* | 72* | 34.9 | .441 | .401 | .746 | 5.8 | 3.0 | .7  | .3  | 17.6 |
| 2021–22  | NYK    | 70  | 70  | 34.5 | .408 | .342 | .714 | 5.8 | 3.0 | .6  | .2  | 20.0 |
| 2022–23  | NYK    | 73  | 73  | 33.9 | .434 | .310 | .740 | 5.0 | 2.8 | .4  | .2  | 19.6 |
| 2023–24  | NYK    | 26  | 26  | 29.5 | .423 | .331 | .831 | 4.3 | 2.4 | .5  | .3  | 18.2 |
| 2023–24  | TOR    | 32  | 32  | 33.5 | .553 | .392 | .629 | 6.4 | 4.1 | .6  | .4  | 21.8 |
| 2024–25  | TOR    | 58  | 58  | 32.2 | .468 | .350 | .630 | 6.3 | 5.4 | .8  | .3  | 21.1 |
| 通算     | 通算   | 387 | 386 | 33.1 | .441 | .346 | .697 | 5.6 | 3.3 | .7  | .3  | 18.8 |

- 2020-2021シーズンは72試合制

#### プレーオフ
| シーズン | チーム | GP | GS | MPG  | FG%  | 3P%  | FT%  | RPG | APG | SPG | BPG | PPG  |
| -------- | ------ | -- | -- | ---- | ---- | ---- | ---- | --- | --- | --- | --- | ---- |
| 2021     | NYK    | 5  | 5  | 32.4 | .388 | .286 | .800 | 7.2 | 3.0 | .8  | .4  | 14.4 |
| 2023     | NYK    | 11 | 11 | 34.3 | .433 | .328 | .769 | 4.5 | 2.8 | .8  | .2  | 19.3 |
| 通算     | 通算   | 5  | 5  | 32.4 | .388 | .286 | .800 | 7.2 | 3.0 | .8  | .4  | 14.4 |

### カレッジ
| シーズン | チーム   | GP | GS | MPG  | FG%  | 3P%  | FT%  | RPG | APG | SPG | BPG | PPG  |
| -------- | -------- | -- | -- | ---- | ---- | ---- | ---- | --- | --- | --- | --- | ---- |
| 2018–19  | デューク | 38 | 38 | 35.3 | .454 | .308 | .665 | 7.6 | 4.3 | .9  | .4  | 22.6 |